# Tuberculum genitale

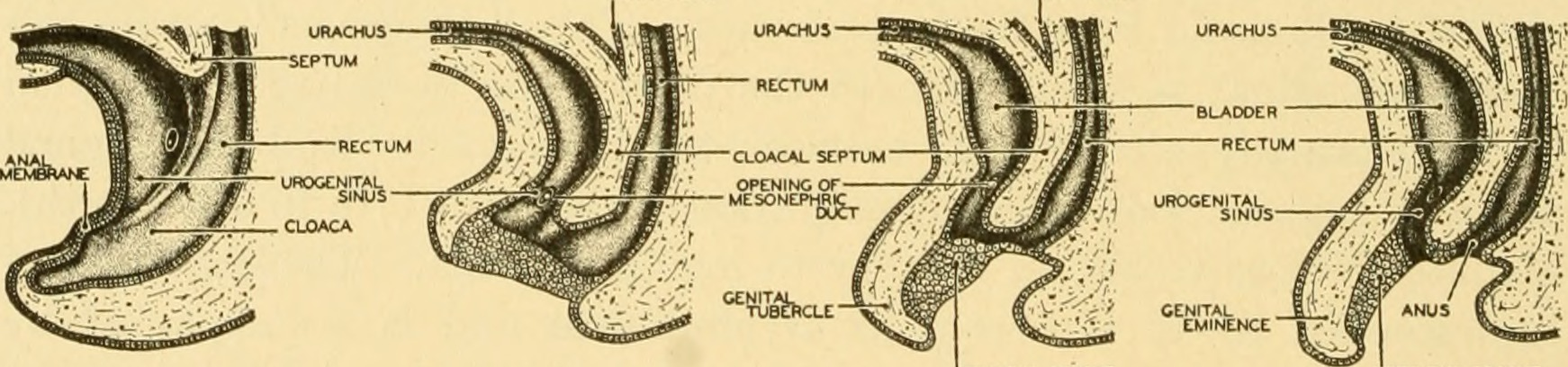
Vier stadia in de ontwikkeling van blaas en rectum in het menselijk embryo. Als gevolg van de achterwaartse groei van een septum wordt de cloacaholte verdeeld in een meer dorsale rectale holte en een ventrale sinus urogenitalis.

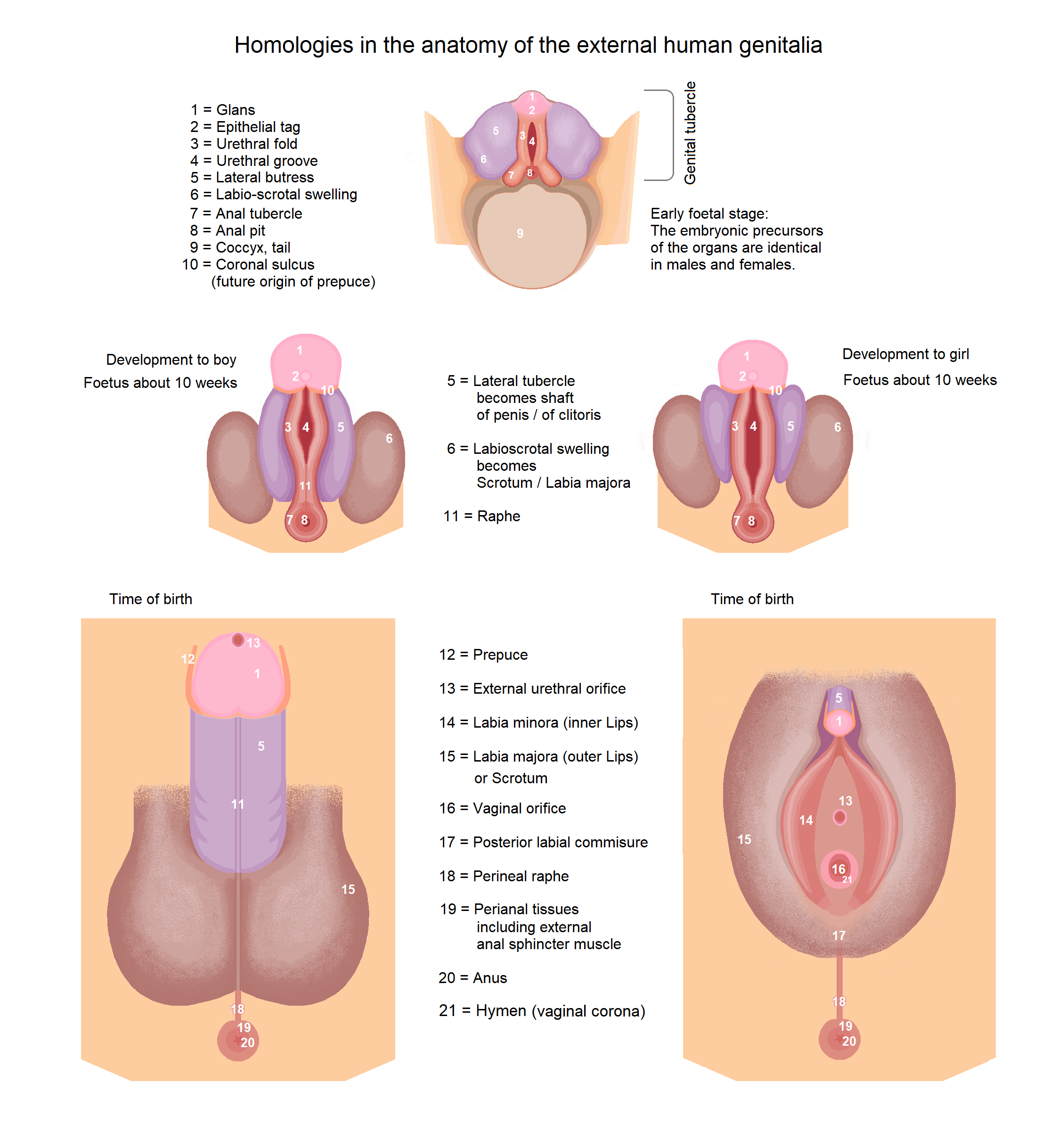
Embryonale en foetale ontwikkeling van de uitwendige menselijke geslachtsorganen met het tuberculum genitale (genital tubercle)

Het tuberculum genitale of genitale uitsteeksel is een uitsteeksel tijdens de embryonale ontwikkeling bij zoogdieren. Het vormt zich door een sterke toename van cellen (proliferatie) van het mesenchym aan de hoofd- en buikzijde (cranioventraal) van het cloacamembraan bij beide geslachten en ontwikkelt zich uiteindelijk tot een primordiale penis (protofallus), die aanvankelijk bij beide geslachten even lang is. Aan de onderzijde van de primordiale penis ontstaat de urogenitale groef (sulcus urogenitalis), die links en rechts wordt begrensd door de twee urogenitale plooien (plicae urogenitales). Bij het menselijke embryo ontwikkelt het tuberculum genitale zich rond de vierde week van de zwangerschap (gerekend vanaf de laatste menstruatie) en wordt in week negen herkenbaar als een clitoris of penis. Nadat de plasbuis of spleet tot de vaginaopening is ontwikkeld, blijft een deel van het tuberculum genitale aanwezig, maar alleen als het uiteinde van de plasbuis, de glans penis, of als het verdikte zichtbare uiteinde van de clitoris, de glans clitoridis.
Bij de ontwikkeling van het mannelijke embryo naderen de twee urogenitale plooien van het tuberculum genitale elkaar ventraal en vormen de mannelijke plasbuis. De twee urogenitale plooien smelten samen in de middellijn en vormen het septum glandis.

## Mannelijke embryo
Bij mannelijke embryo's wordt na de zesde week het zogenaamde SRY-gen op het Y-chromosoom afgelezen en wordt een eiwit genaamd testis-determining factor (HDF) geproduceerd. Als transcriptiefactor reguleert dit eiwit de expressie van talrijke andere genen in het genoom en initieert het seksuele differentiatie. Onder deze invloed vindt er een transformatie plaats naar de inwendige geslachtsorganen (vooral de gepaarde testikels, bijbal, zaadleider en de prostaat). Het stimuleert ook bepaalde lichaamscellen om zich te ontwikkelen tot testosteronproducerende leydigcellen. Nadat daar rond de zevende week de testosteronproductie begint, wordt dit androgeen in de doelcellen (sinus urogenitalis/tuberculum genitale) met behulp van het enzym 5-alfa-reductase (SRD5) omgezet in dihydrotestosteron (DHT).
Onder invloed van dihydrotestosteron, de biologisch meest actieve vorm van testosteron, begint de ontwikkeling van de uitwendige genitaliën: de primordiale penis van het tuberculum genitale verlengt zich tot een penis, de urogenitale groef sluit zich aan bij de pars spongiosa van de plasbuis en vormt het corpus spongiosum penis. Uit het centrale deel van de primordiale penis ontstaat het zwellichaam en bij andere dieren het penisbot.
Het tuberculum genitale is gevoelig voor dihydrotestosteron en rijk aan 5-alfa-reductase, waardoor de hoeveelheid foetaal testosteron die na de tweede maand aanwezig is een belangrijke bepalende factor is voor de grootte van de penis bij de geboorte.

## Vrouwelijke embryo
Zonder SRY en/of zonder de productie van de mannelijke hormonen induceren signaalstoffen, die de uitwendige genitaliën ontwikkelen, de vorming van een vagina, schaamlippen en een clitoris vanuit het tuberculum genitale, de urogenitale plooi en de labioscrotale plooi.
Bij het vrouwelijke embryo zit het tuberculum genitale vast aan de urogenitale plooien die niet samensmelten en de binnenste schaamlippen en het vestibulum vaginae er tussen vormen.

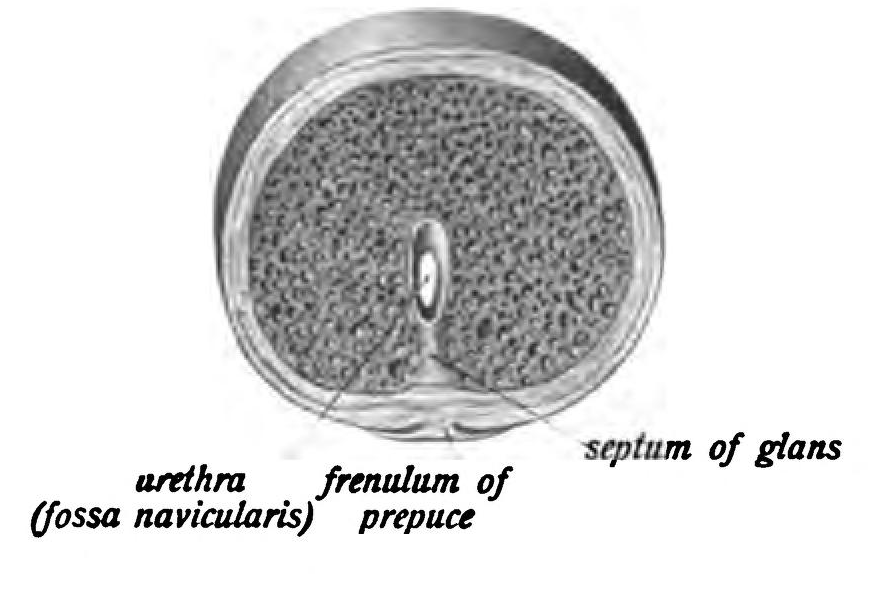
Dwarsdoorsnde van de menselijke glans penis (eikel) met het septum glandis (septum of glans). urethra: plasbuis

Bij het vrouwelijke embryo wordt het tuberculum genitale slechts een beetje langer en krimpt weer terwijl de clitoris wordt gevormd. De urogenitale plooien smelten niet samen en de sinus urogenitalis blijft wijd open.